# Barbara Cook
Barbara Cook (Atlanta, Georgia, Estados Unidos, 25 de octubre de 1927-Nueva York, Estados Unidos, 8 de agosto de 2017) fue una actriz y cantante estadounidense con registro de soprano lírica que actuó durante seis décadas, ganadora del Theatre World Award en 1955, Premio Tony en 1957 y nominada en 2002 y 2010, ganadora del Drama Desk Award y merecedora del Premio Kennedy por su contribución a las artes escénicas en 2011. Estrenó la ópereta Candide de Leonard Bernstein, considerada una figura icónica de la canción de Broadway con nominaciones al Premio Laurence Olivier y escogida para el American Theater Hall of Fame.

## Carrera
Su carrera se dividió en dos períodos, como actriz cantante de musicales entre 1951 y 1967 y como recitalista desde 1975 hasta su retiro en 2017.
A lo largo de sus casi seis décadas en el escenario Cook fue reconocida por sus papeles en las obras Flahooley (1951) en su debut en el escenario, Candide (1956); Carousel; Flain and Fancy (1955) y She Loves Me (1963). Su mayor éxito fue The Music Man de Meredith Willson, que se estrenó en 1957 y tuvo más de mil trescientas funciones.
Cook se lució en Broadway, donde se convirtió en una de las principale referentes. Solía decir que odiaba los ejercicios vocales, y que nunca tuvo un entrenador vocal. de hecho, nunca supo leer música. Otros musicales de importancia en los que fue protagonista: The Gay Life (1961), Something More! (1964), The King and I y una aclamada Magnolia en Show Boat en 1966, Molly Brown en The Unsinkable Molly Brown en 1964 y Fanny Brice en Funny Girl en 1967.
En televisión tuvo gran popularidad en la década de 1950 como actriz en distintas series como Alfred Hitchcock presenta, Play of the Week, The Dinah Shore Chevy Show y Kraft Television Theatrers' Showcase.
En cine tuvo la oportunidad de ser la voz a la madre de Pulgarcita en la película del mismo nombre de 1994 dirigida por Don Bluth y Gary Goldman.
Después más de una década de variados éxitos su vida profesional se vio interrumpida a finales de los años 1960 por  problemas con alcohol, depresión y  obesidad, y no fue hasta mediados de la década de 1970 cuando consiguió volver a encarrilar su carrera, esta vez con más énfasis en el canto y actuaciones en conciertos y cabarés.
Consiguió resucitar su carrera gracias a sus colaboraciones con el compositor y director Wally Harper, a quien conoció en 1973 y con quien trabajó estrechamente hasta su muerte en 2004. Fue Wally Harper el que convenció a Cook para dar el concierto en el Carnegie Hall en 1975 que impulsó la segunda etapa de la carrera de la cantante, y con quien actuó en auditorios por todo el mundo. Fue un regreso triunfal y definitivo, en otro formato.
Considerada como una de las expertas intérpretes de las composiciones de Stephen Sondheim, que resultó en el concierto en Carnegie Hall en 2001 Barbara Cook Sings Mostly Sondheim, actuación de la que se publicó un álbum y que más tarde llevó también a Londres y a Broadway.
Presentó más de 40 discos e interpretó temas como Till There Was You (1957), When Did I Fall In Love?, Losing My Mind y Blue Skies.
Fue la primera cantante pop o no-clásica en tener un recital solista en los 123 años de historia del Metropolitan Opera House de Nueva York. Para celebrar su cumpleaños 80 la estrella actuó con la Orquesta Filarmónica de Nueva York en dos conciertos en noviembre de 2007, de acuerdo a la revista Variety.
Barbara Cook falleció a los 89 años el martes 8 de agosto de 2017 por una insuficiencia respiratoria en su residencia de Manhattan. Tuvo un hijo, Adam LeGrant. de su matrimonio con David LeGrant (1923-2011) con quien estuvo casada hasta 1965.
El 9 de agosto de 2017 las luces de Broadway se apagaron un minuto en su honor.

## Filmografía
- 1994: Pulgarcita
- 1958: Hansel and Gretel
- 1957: The Yeoman of the Guard
- 1951: The Great Merlini

## Televisión
- 1962: The United States Steel Hour
- 1961: Play of the Week
- 1961: The Chevy Show
- 1961: The Dinah Shore Chevy Show
- 1957: Alfred Hitchcock presenta, ep. A Little Sleep
- 1950-1957: Kraft Television Theatrers' Showcase
- 1955: Babes in Toyland
- 1954: Golden Windows
- 1950-1952: Armstrong Circle Theatre
- 1950: Studio One

## Temas interpretados
- Till There Was You
- When Did I Fall In Love?
- Losing My Mind
- Blue Skies
- My White Knight
- It's Not Where You Start
- In Buddy's Eyes
- A wonderful Guy
- Errol Flynn
- No More Candy
- Will He like Me?
- Sing an song with me
- Too many morning
- I Can't Give You Anything But Love
- I love a piano
- Who are you now?
- Close as pages in a book
- Loving you